# August Krause (Politiker, 1884)
August Krause (* 16. April 1884 in Libau, Russisches Kaiserreich; † 28. Januar 1948 in Bremen) war ein sozialdemokratischer Politiker, Parlamentarier und Gewerkschafter, der vor allem in den 1920er Jahren im damaligen Land Oldenburg politisch aktiv war.

## Leben
August Krause wurde zwar in Libau, heute Republik Lettland, geboren, wuchs aber weitgehend in Kiel auf, weil die Familie 1887 nach Deutschland emigrieren musste. Er war von der beruflichen Ausbildung her Stuckateur. Krause verließ Kiel 1913 und arbeitete bis 1919 in Dunwarden im Land Oldenburg, wo er sich auch gewerkschaftlich betätigte. Im Dezember 1919 wurde er Angestellter des Landarbeiterverbandes in Bardewisch (ebenfalls Oldenburg) und zog dorthin. Er heiratete 1918, und aus der Ehe mit seiner Frau Anni gingen fünf Kinder hervor. 1933 zog er mit seiner Familie nach Bremen-Vegesack um und arbeitete als Versicherungsvertreter. Er starb im Januar 1948 an den Folgen eines Verkehrsunfalls.

## Politische Tätigkeiten
Ab 1919 war August Krause politisch tätig gewesen, zuerst als Mitglied der USPD (1919–1922), dann der SPD (ab 1922). Er saß zweimal als Abgeordneter im Oldenburgischen Landtag: 1921 als Vertreter der USPD, der 1922 zur SPD wechselte (bis 1925) und dann noch einmal von 1928 bis 1932 für die SPD. Von 1927 bis 1933 war er auch Mitglied des Gemeinderates und des Amtsrates der Gemeinde Bardewisch in Oldenburg. Er war während der nationalsozialistischen Zeit nicht politisch tätig und lebte in der inneren Emigration.

## Sonstiges
August Krause war ein Bruder des Münchner Kunsthändlers und Pazifisten Karl Ludwig Krause. Eines seiner Enkelkinder ist der bekannte Software-Pionier Kai Krause.

## Nachweise
- Wilhelm Heinz Schröder: Sozialdemokratische Parlamentarier in den deutschen Reichs- und Landtagen 1867-1933. Biographie, Chronik, Wahldokumentation. Düsseldorf: Droste 1995; ISBN 3-7700-5192-0

| Personendaten    | Personendaten                                           |
| ---------------- | ------------------------------------------------------- |
| NAME             | Krause, August                                          |
| KURZBESCHREIBUNG | deutscher Gewerkschafter und Politiker (USPD, SPD), MdL |
| GEBURTSDATUM     | 16. April 1884                                          |
| GEBURTSORT       | Libau, Russisches Kaiserreich                           |
| STERBEDATUM      | 28. Januar 1948                                         |
| STERBEORT        | Bremen                                                  |